# Bebè di Sorrento
Il Bebè di Sorrento è un formaggio a pasta filata, semicruda, dalla stagionatura di soli pochi giorni. Il processo con cui si ottiene è lo stesso che porta alla produzione del caciocavallo sorrentino, ma la stagionatura del bebè si interrompe precocemente, mentre quella del caciocavallo dura un mese.
La denominazione nasce dalla forma, che ricorda quella di un neonato in fasce.
La pasta ha una consistenza morbida ed umida, il colore è molto chiaro.
Il diametro della confezione standard è di 5–6 cm altezza 10-12; la pezzatura è di circa mezzo chilo.

## Processo di produzione[2][3]
Il Bebè di Sorrento si ottiene mescolando il latte intero di due munte ovvero mescolando il latte munto al mattino con quello munto nel tardo pomeriggio, riposa in un tank latte fino al mattino seguente, quindi dopo aver subito un processo di pastorizzazione, viene scaldato in caldaie di acciaio inossidabile, a 36-38° (coagulazione presamica), cagliato con caglio liquido di vitello, spezzato in granelli di circa 7–10 cm che subiscono un trattamento termico a 50 °C. Dopo ulteriore maturazione la cagliata subisce il processo di filatura tramite acqua a 90-95° per 4-5 minuti.
La fase successiva è la salatura mediante due immersioni in salamoia.

## Riferimenti normativi
- L. 283/62 e D.P.R. 327/80 (Norme igiene alimenti e bevande)
- D.P.R. 777/82 e D.L. 108/92 relativi ai materiali ed oggetti destinati a venire a contatto con gli alimenti
- Dir. 93/43/CEE (Igiene degli alimenti e delle bevande)
- D.Lgs. 155/97 (Decreto di applicazione Dir. 93/43/CEE)
- D.P.R. 54/97 (Attuazione Dir. 92/46 e 92/47 per la produzione e l'immissione sul mercato dei prodotti a base di latte)
- Circolare nº 11 del 1998 (Indicazioni del Ministero della Sanità sull'applicazione del D.Lgs. 155/97)
- D.Lgs. 173/98 (Individuazione dei prodotti tradizionali)
- D.M. 350/99 (Regolamento recante norme per l'individuazione dei prodotti tradizionali)